# Martinsholzen
Martinsholzen ist ein Ortsteil der Gemeinde Berg im oberbayerischen Landkreis Starnberg. Die Einöde am Lüßbach liegt einen Kilometer östlich des Starnberger Sees.

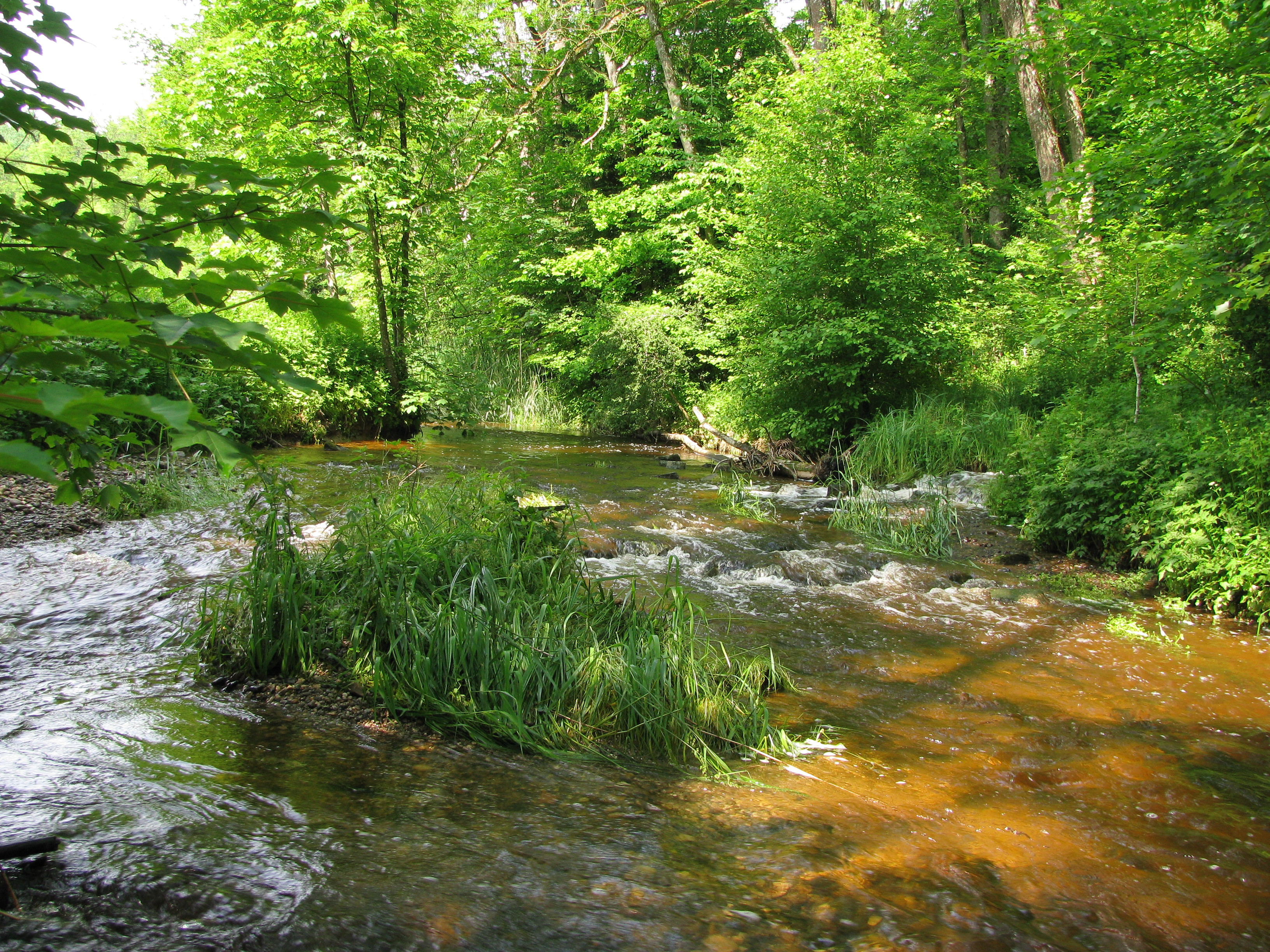
Der Lüßbach bei Martinsholzen